# The Game Changers
The Game Changers è un film documentario del 2018 diretto da Louie Psihoyos.

## Trama
James Wilks, combattente della UFC e insegnante di autodifesa, utilizza il tempo in cui è costretto al riposo, a causa di un infortunio, per studiare il metodo più efficace per recuperare la sua forma fisica. Questo lo porta a condurre una ricerca riguardante gli effetti dell'alimentazione vegana sulle prestazioni fisiche, durante la quale intervista vari atleti e medici che ne sostengono i benefici.

## Distribuzione
Il film ha fatto il suo debutto il 19 gennaio al Sundance Film Festival 2018.